# Ligia italica
Ligia italica es una especie de crustáceo isópodo de la familia Ligiidae.

## Distribución geográfica
Se distribuye por el Atlántico y el Mediterráneo.